# Pravoslavna Crkva čeških zemalja i Slovačke
Pravoslavna Crkva čeških zemalja i Slovačke ili Češka i slovačka pravoslavna Crkva (češki: Pravoslavná církev v Českých zemích a na Slovensku, slovački Pravoslávna cirkev v českých krajinách a na Slovensku) je jedna od autokefalnih pravoslavnih Crkava. Do raspada Čehoslovačke zvala se Čehoslovačka pravoslavna Crkva.
S ukupno 76.000 vjernika (25.000 u Češkoj i 51.000 u Slovačkoj)  je nakon Rimokatoličke Crkve najveća crkvena zajednica.
Većina pravoslavnih vjernika na području bivše 1919. godine osnovane Čehoslovačke živjeli su u karpatskoj Ukrajini. Bili su u mukačevskoj biskupiji, a nakon toga zbrinuti od strane srpske pravoslavne eparhije u Mađarskoj.
Nakon osnivanja Čehoslovačke pokrenute su Srpska pravoslavna eparhija Prešov i Mukačevo.

## Vanjske poveznice
- O Crkvi na slovačkom
- O Crkvi na češkom  Arhivirana inačica izvorne stranice od 25. prosinca 2019. (Wayback Machine)